# Odile Versois
Odile Versois, nata Katiana de Poliakoff-Baidaroff (Parigi, 15 giugno 1930 – Neuilly-sur-Seine, 23 giugno 1980), è stata un'attrice francese di origine russa.

## Biografia
Nata a Parigi, Tania era una delle quattro figlie di Vladimir de Poliakoff e di Militza Envald, due russi bianchi rifugiati in Francia a causa della rivoluzione. Suo padre era cantante d'opera, la madre era una étoile della danza. Tutte e quattro le sorelle Poliakoff seguirono la carriera artistica. Tania prese lo pseudonimo di Odile Versois, Olga, la maggiore (1928-2009), quello di Olga Varen, Militza (1932-1988) quello di Hélène Vallier. Catherine Marina, la più giovane, nata nel 1938, sarebbe diventata una delle più note attrici francesi con il nome di Marina Vlady.
Tania, interessata al teatro e al cinema, fece il suo debutto cinematografico a diciotto anni con il regista Roger Leenhardt, che era rimasto colpito dalla sua bellezza. Lei spinse a fare l'attrice anche la sorellina Catherine Marina - che all'epoca aveva dodici anni - e insieme girano Orage d'été. Lavorò in Francia e in Italia dove fu protagonista, nel ruolo di Francesca a fianco di Armando Francioli, nel film di Raffaello Matarazzo Paolo e Francesca. Negli anni cinquanta, Odile Versois interpretò diversi film britannici. Il suo nome diventò noto a livello europeo e prese parte anche a svariate co-produzioni, tra cui l'avventuroso Cartouche, che aveva come protagonisti Jean-Paul Belmondo e Claudia Cardinale.

### Riconoscimenti e Premi
Nel 1948, fu insignita del Prix Suzanne Bianchetti.

### Vita privata
Sposatasi con l'attore Jacques Dacqmine, divorzia da lui e sposa, nel 1953, il conte Francesco Pozzo di Borgo. Dal matrimonio, nasceranno quattro figli.
Odile Versois morì nel 1980 a soli cinquant'anni per un cancro. Venne sepolta in Francia nel cimitero russo di Sainte-Geneviève-des-Bois.

## Filmografia parziale

### Cinema
- Le ultime vacanze (Les Dernières vacances), regia di Roger Leenhardt (1948)
- Fantomas contro Fantomas (Fantômas contre Fantômas), regia di Robert Vernay (1949)
- Anselmo ha fretta, regia di Gianni Franciolini (1949)
- Orage d'été, regia di Jean Gehret (1949)
- Paolo e Francesca, regia di Raffaello Matarazzo (1950)
- Les Anciens de Saint-Loup, regia di Georges Lampin (1950)
- Into the Blue, regia di Herbert Wilcox (1950)
- Mademoiselle Josette ma femme, regia di André Berthomieu (1950)
- Tormento che uccide (Bel amour), regia di François Campaux (1951)
- La Répétition manquée, regia di Pierre Neurisse (1952)
- Domenica, regia di Maurice Cloche (1952)
- Grand gala, regia di François Campaux (1952)
- Les Crimes de l'amour, regia di Alexandre Astruc, Maurice Barry (1953)
- Mina de Vanghel, regia di Maurice Barry, Maurice Clavel (1953)
- A Day to Remember, regia di Ralph Thomas (1953)
- Giovani amanti (The Young Lovers), regia di Anthony Asquith (1954)
- Due inglesi a Parigi (To Paris with Love), regia di Robert Hamer (1955)
- Sofia e il delitto (Sophie et le crime), regia di Pierre Gaspard-Huit (1955)
- Les Insoumises, regia di René Gaveau (1956)
- Criminali sull'asfalto (Checkpoint), regia di Ralph Thomas (1956)
- Il principe folle (Herrscher ohne Krone), regia di Harald Braun (1957)
- Passaporto per l'inferno (Passport to Shame), regia di Alvin Rakoff (1958)
- Nella notte cade il velo (Toi... le venin), regia di Robert Hossein (1960)
- La Dragée haute, regia di Jean Kerchner (1960)
- Il tesoro dei barbari (El secreto de los hombres azules), regia di Edmond Agabra (1961)
- L'appuntamento (Le Rendez-vous), regia di Jean Delannoy (1961)
- Cartouche, regia di Philippe de Broca (1962)
- Il diavolo sotto le vesti (À cause, à cause d'une femme), regia di Michel Deville (1963)
- Transit à Saïgon, regia di Jean Leduc (1963)
- Le Dernier tiercé, regia di Richard Pottier (1964)
- La Pharmacienne, regia di Serge Hanin (1965)
- Benjamin ovvero le avventure di un adolescente (Benjamin ou Les Mémoires d'un puceau), regia di Michel Deville (1967)
- L'uomo del fiume (Le Crabe-tambour), regia di Pierre Schoendoerffer (1977)

### Televisione
- L'inspecteur Leclerc enquête (serie tv), episodio Obsession (1963)
- Le Pain de ménage (tv movie) (1964)

## Doppiatrici italiane
- Rosetta Calavetta in Due inglesi a Parigi, Cartouche, Benjamin ovvero le avventure di un adolescente
- Micaela Giustiniani in Anselmo ha fretta
- Lydia Simoneschi in Paolo e Francesca
- Fiorella Betti in L'appuntamento